# Waldemar Zawodziński
Waldemar Zawodziński (ur. 2 października 1959 w Zelowie) – polski reżyser, scenarzysta, scenograf i dyrektor teatrów.

## Życiorys
Jest absolwentem Państwowej Wyższej Szkoły Sztuk Plastycznych w Łodzi, którą ukończył 1985. W 1988 ukończył studia na Wydziale Reżyserii Państwowej Wyższej Szkoły Teatralnej w Krakowie. Swój debiut reżyserski zaliczył w 1986, w przedstawieniu Golem w jeleniogórskim Teatrze im. Cypriana Kamila Norwida wg autorskiego scenariusza. Następnie rozpoczął pracę w Teatrze im. Stefana Jaracza w Łodzi, gdzie w latach 1988–1992 był reżyserem, a w latach 1992–2015 był zastępcą dyrektora ds. artystycznych, a w latach 2017–2020 dyrektorem teatru. W latach 2012–2013 był również dyrektorem artystycznym Teatru Wielkiego w Łodzi. W 2020 obronił pracę doktorską w Państwowej Wyższej Szkole Filmowej, Telewizyjnej i Teatralnej im. Leona Schillera w Łodzi. Współpracował jako scenarzysta, scenograf i reżyser przy ok. 148 przedstawieniach teatralnych (wg stanu na 2 lutego 2019).

## Ordery i odznaczenia
- Krzyż Oficerski Orderu Odrodzenia Polski (2022)[4][5]
- Krzyż Kawalerski Orderu Odrodzenia Polski (2013)[3]
- Złoty Krzyż Zasługi (1999)
- Srebrny Medal „Zasłużony Kulturze Gloria Artis” (4 września 2009)[6]
- Medal Pro Publico Bono im. Sabiny Nowickiej (2007)[7]
- Odznaka honorowa „Zasłużony dla Kultury Polskiej” (2007)
- Odznaka „Zasłużony Działacz Kultury” (2003)
- Odznaka „Za Zasługi dla Miasta Łodzi” (1999)[8]

## Nagrody
- 1994: Łódzka Złota Maska – za najlepszą reżyserię sezonu 1993/1994 za „Fausta” w Teatrze Wielkim w Łodzi;
- 1998:
  - Łódzka Złota Maska – za najlepszą scenografię do spektakli „Sen nocy letniej” w Teatrze im. Jaracza w Łodzi i „Człowiek z La Manchy” w Teatrze Muzycznym w Łodzi;
  - Łódzka Złota Maska – za reżyserię spektakli: Snu nocy letniej i Królowych Śniegu w Teatrze im. Jaracza w Łodzi i „Człowieka z La Manchy” w Teatrze Muzycznym w Łodzi;
  - Nagroda za scenografię (wraz z Ryszardem Warcholińskim) do „Snu nocy letniej” w Teatrze im. Jaracza w Łodzi na Ogólnopolskim Konkursie na Inscenizację Dzieł Dramatycznych Szekspira;
  - Srebrna Łódka – nagroda Towarzystwa Przyjaciół Łodzi dla „Snu nocy letniej” w Teatrze im. Jaracza w Łodzi za najlepsze przedstawienie sezonu 1997/1998;
- 1999:
  - Łódzka Złota Maska za najlepszą scenografię do „Snu srebrnego Salomei” w Teatrze im. Jaracza w Łodzi;
  - Doroczna Nagroda Ministra Kultury i Sztuki za rok 1998 w dziedzinie teatru;
- 2000: Łódzka Złota Maska (razem z Ryszardem Warcholińskim) za scenografię do spektaklu „Zdziczenie” obyczajów pośmiertnych w Teatrze im. Jaracza w Łodzi;
- 2001: Nagroda Prezesa ZASP-u dla dyplomowego przedstawienia „Amadeusz” Państwowej Wyższej Szkoły Filmowej Telewizyjnej i Teatralnej w Łodzi na 19. Festiwalu Szkół Teatralnych w Łodzi;
- 2002: Nagroda za dekoracje (razem z Ryszardem Warcholińskim) do spektaklu „Romeo i Julia” w Teatrze im. Jaracza w Łodzi na 1. Festiwalu Klasyki Europejskiej w Rzeszowie;
- 2003: Łódzka Złota Maska – nagroda dla najlepszego przedstawienia sezonu 2002/2003 w Łodzi za „Tragiczną historię doktora Fausta”;
- 2004: Nagroda marszałka województwa łódzkiego za pracę artystyczną w sezonie 2003/2004;
- 2008:
  - Wrocławska Nagroda Muzyczna za inscenizację „Raju utraconego” w Operze Wrocławskiej;
  - Łódzka Złota Maska dla najlepszego spektaklu w sezonie 2007/2008 za „Wyzwolenie” w Teatrze im. Jaracza w Łodzi;
  - Nagroda za reżyserię przedstawienia „Ślub” w Teatrze im. Jaracza w Łodzi na 8. Międzynarodowym Festiwalu Gombrowiczowskim w Radomiu;
- 2009:
  - Łódzka Złota Maska za najlepszą scenografię do widowiska Rowerzyści Volkera Schmidta w Teatrze im. Jaracza w Łodzi,
  - Specjalna Złota Maska za pomysł i realizację projektu Europejskie Sceny Regionalne; Nagroda publiczności dla przedstawienia Niżyński z Teatru im. Jaracza w Łodzi na 39. Jeleniogórskich Spotkaniach Teatralnych[1];
- 2010:
  - Nagroda publiczności dla przedstawienia „Nad” z Teatru im. Jaracza w Łodzi na XL Jeleniogórskich Spotkaniach Teatralnych;
  - Nagroda za scenografię (przygotowaną wspólnie z Marią Balcerek) do przedstawienia „Nad” w Teatrze im. Jaracza w Łodzi na X Ogólnopolskim Festiwalu Dramaturgii Współczesnej „Rzeczywistość przedstawiona” w Zabrzu;
- 2011: Grand Prix Nagroda Publiczności dla przedstawienia „Niżyński” z Teatru im. Jaracza w Łodzi na Międzynarodowym Festiwal Teatralny „Zderzenie” w Kłodzku;
- 2012:
  - Złota Maska za reżyserię spektaklu „Don Carlos” w Operze Śląskiej w Bytomiu;
  - Złota Maska za spektakl „Don Carlos” w Operze Śląskiej w Bytomiu, w kategorii najlepsze przedstawienie roku 2011;
  - Teatralna Nagroda Muzyczna im. Jana Kiepury, w kategorii „najlepszy spektakl” dla przedstawienia „Don Carlos” w Operze Śląskiej w Bytomiu[2];
- 2014:
  - Łódzka Złota Maska (wraz z Katarzyną Zbłowską) – za najlepszą scenografię inscenizowanego koncertu „Umrzeć z tęsknoty. Najpiękniejsze piosenki żydowskie”;
  - wyróżnienie dla zespołu przedstawienia dyplomowego PWSFTviT „Ślub” na XI Międzynarodowym Festiwalu Gombrowiczowskim w Radomiu;
- 2015: Łódzka Złota Maska (wraz z Marią Balcerek) za najlepszą oprawę plastyczną spektaklu w sezonie 2014/2015 w przedstawieniu „Zwłoka” w Teatrze im. Stefana Jaracza w Łodzi[2].